# Mary Bainová
Mary Bainová (8. srpna 1904, Uhry – 26. října 1972, New York) byla americká šachistka.
Mary Bainová, rozená Weiserová, byla první Američankou, která reprezentovala svou zemi na organizovaných soutěžích FIDE. Zúčastnila se turnaje o titul mistryně světa roku 1937 ve Stockholmu, kde skončila pátá. Roku 1952 se probojovala do turnaje kandidátek mistrovství světa v Moskvě, kde skončila čtrnáctá.
Roku 1951 se stala mistryní USA v šachu. Roku 1952 jí FIDE udělila titul mezinárodní mistryně. Roku 1963 reprezentovala svou zemi na druhé šachové olympiádě žen ve Splitu. Dvakrát také zvítězila na ženském USA Open mistrovství (1965 a 1966).
Společně s Monou Mary Karffovou a Giselou Gresserovou patřila s k vůdčím osobnostem amerického ženského šachu čtyřicátých a počátku padesátých let 20. století.

## Výsledky na MS v šachu žen
| Rok  | Turnaj                           | Místo     | Výsledek | Pořadí |
| 1937 | 6. mistrovství světa v šachu žen | Stockholm | 8,5/14   | 5.     |